# فلاديمير إيساكوف
فلاديمير إيساكوف (بالروسية: Исаков, Владимир Николаевич)‏ هو لاعب كرة قدم روسي في مركز الدفاع، ولد في 12 أكتوبر 1979. لعب مع سيسكا موسكو.